# Chronologie de la botanique

## Antiquité
- vers 372 av. J.-C.–vers 287 av. J.-C. : Théophraste définit la botanique comme une discipline à part entière, possédant ses propres méthode et vocabulaire.

- vers 40 apr. J.-C.-vers 90 : Dioscoride fait paraître vers 60 De materia medica, un ouvrage sur les produits médicinaux et qui décrit un peu moins d'un millier de plantes. Il restera en usage au moins jusqu'au XVIe siècle.

## Moyen Âge
- Abu Muhammad Ibn al-Baitar né vers 1197 dans la province de Malaga et mort en 1248 à Damas, est un médecin arabo-andalou. Il étudie les propriétés médicinales des plantes et fait de nombreux voyages de recherches avec ses élèves.
- Vincent de Beauvais (v. 1190-1264) fait paraître une importante compilation des connaissances de son temps. Plus critique et fin que Thomas de Cantimpré (1201-1263) à la même époque, il préfigure les encyclopédistes de la Renaissance. Il fut surnommé le Pline du Moyen Âge.

- Albert le Grand, Albertus Magnus (1193 - 1280) philosophe (et maître de Saint Thomas d'Aquin) et alchimiste, décrivit dans De vegetalibus de nombreuses plantes et différencie pour la première fois les Monocotylédones des Dicotylédones selon la structure de la tige. Il émet la théorie que la fonction de l'organe contrôle sa forme et en fait donc un élément capital de la classification. Cette vision l'oppose à Aristote et Théophraste.

## Renaissance
- 1485 : parution en Allemagne de Gart der Gesundheit de Johannes de Cuba, premier livre imprimé d'histoire naturelle. Sa partie botanique sera souvent réimprimée au cours des décennies suivantes.
- vers 1520-1530 : Luca Ghini invente l'herbier.
- 1533 : création de la première chaire de botanique en Europe à Padoue.
- 1536 : Jean Ruel fait l'inventaire des connaissances botaniques de son époque dans De Natura stirpium libri tres, mais ne propose aucune méthode de classification, les espèces sont présentées pêle-mêle.
- Andrea Cesalpino Élève de Luca Ghini propose de nouvelles subdivisions à partir de la classification de Théophraste en regroupant en 15 classes 1500 végétaux connus. Il utilise l'habitat des plantes mais également des caractères végétatifs, carpologiques, graines et fleurs. Il exclut les propriétés des plantes comme critères de classification. Il comprend que l'embryon est un caractère fondamental en systématique.
- 1538 : parution de la première flore britannique par William Turner.
- 1540 : Botanicon, continens herbarum, aliorumque simplicum, quorum usus in medicinis est, descriptiones, & iconas ad vivum effigiatas de Théodore Dorsten.
- 1544 : Luca Ghini crée à Pise un jardin botanique.
- 1568 : création à Bologne d'un jardin botanique par Ulisse Aldrovandi.
- 1593 : création à Montpellier du premier jardin botanique français par lettres patentes d'Henri IV, établi par Pierre Richer de Belleval

## XVIIesiècle
- 1601 : parution de Rariorum plantarum historia de Charles de l'Écluse (1525-1629) qui regroupe ses ouvrages précédents. Sa classification n'est pas très évoluée mais ses descriptions sont excellentes.
- 1605 : Claude Duret (v. 1570-1611) fait paraître Histoire admirable des plantes et herbes esmerveillables et miraculeuses en nature... (Paris, 1605) où il décrit des plantes étranges pour un arbre dont les feuilles s'enfuient sur de petites pattes lorsqu'elles touchent terre.
- 1635 : publication de l'Édit royal créant le Jardin du roi à Paris. Il est officiellement inauguré en 1640. Il a pour vocation, comme son nom l'indique, Jardin royal des plantes médicinales, de cultiver uniquement des plantes médicinales.
- 1640 : parution de Theatrum botanicum de John Parkinson.
- 1670 : publication de la première flore de Grande-Bretagne : Catalogus plantarum Angliæ et insularum adjacentium de John Ray.
- 1671 : Marcello Malpighi fait paraître une étude sur l'anatomie végétale marquant le début de cette discipline.
- 1676 : Nehemiah Grew identifie, dans une note à la Royal Society, le pollen comme la partie mâle des plantes.
- 1682 : Nehemiah Grew découvre les différents types de tissus d’une plante.
- 1686 : Début de la parution de Historia plantarum generalis de John Ray, première tentative d'une flore du globe. Il y présente une définition de l'espèce très proche de celle utilisée par Carl von Linné plus tard.
- 1694 : Rudolf Jakob Camerarius fait paraître De Sexu Plantarum Epistola où il démontre le rôle des étamines et du pistil dans la reproduction végétale.
- 1694 : Joseph Pitton de Tournefort publie son premier ouvrage Éléments de botanique ou méthode pour connaître les plantes en trois volumes. La méthode suivie est fondée sur la structure des fleurs et des fruits.

## XVIIIesiècle
- 1705 : mort de John Ray, fondateur de la botanique moderne.
- 1718 : le Jardin du roi devient un véritable établissement d'étude des végétaux et non plus seulement des espèces à valeurs médicales.
- 1727 : Stephen Hales publie le résultat de ses recherches sur la respiration des plantes.
- 1728 : Antoine de Jussieu crée une classe à part de plantes pour les champignons et les lichens.
- 1735 : le premier jardin botanique tropical naît à Pamplemousses, sur l'Île Maurice.
- 1753 : Carl von Linné publie Species plantarum, point du départ du système du binôme linnéen et de la nomenclature botanique.
- 1761 : Début de la publication de Flora Danica, une encyclopédie botanique illustrée concernant la flore des contrées soumises à la couronne danoise.
- 1762 : parution du premier ouvrage français employant le système du binôme linnéen, Hortus regius monspeliensis d'Antoine Gouan (1733-1821), suivi en 1765 de la première flore régionale, Flora Monspeliaca.
- 1763 : Michel Adanson fait paraître ses Familles des Plantes qui propose une nouvelle méthode de la classification des plantes.
- 1774 : Antoine-Laurent de Jussieu expose ses idées concernant la classification des plantes dans Exposition d'un nouvel ordre de plantes adopté dans les démonstrations du Jardin royal, qui sera complétée en 1789 par son Genera plantarum secundum ordines naturales disposita.
- 1779 : Jan Ingenhousz découvre le rôle de la lumière dans la photosynthèse.
- 1779 : Jean-Baptiste Lamarck publie la première édition de la Flore française, où il expose la méthode dichotomique permettant d'identifier les plantes.
- 1787 : Thomas Walter fait paraître la première flore de l'Amérique du Nord utilisant le système linnéen.
- À partir des années 1790, Erik Acharius, botaniste suédois, fait paraître des travaux sur la taxinomie des lichens et est considéré comme le fondateur de la lichenologie.

## XIXesiècle
- 1804 : Dans un ouvrage intitulé Recherches chimiques sur la végétation, Nicolas Théodore de Saussure publie les résultats de ses expériences sur les plantes qui fondent les bases chimiques de la physiologie végétale.
- 1805 : Essai sur la géographie des plantes par Alexander von Humboldt et Aimé Bonpland.
- 1810: Le guide du botaniste qui voyage dans le Valais, premier recensement de la flore valaisanne, par le chanoine du Grand-Saint-Bernard Laurent-Joseph Murith.
- 1814 : Augustin Pyrame de Candolle fait paraître sa Théorie élémentaire de la botanique.
- 1820 : Augustin Pyrame de Candolle publie son Essai élémentaire de Géographie botanique.
- 1822 : Adolphe Brongniart marque les fondements de la paléobotanique par son mémoire Sur la classification et la distribution des végétaux fossiles.
- 1822 : Joakim Frederik Schouw fait paraître en danois l'ouvrage Grundtroek til en almindelig Plantegeographie, traduit en allemand en 1823 sous le titre de Grundzüge einer allgemeinen Pflanzengeographie.
- 1824 : Augustin Pyrame de Candolle, pour décrire les espèces végétales connues, commence l'ouvrage Prodromus Systematis Naturalis Regni Vegetabilis, un traité sur la botanique en 17 volumes, qui sera terminé en 1873 par son fils, Alphonse Pyrame de Candolle.
- 1836 : Début de la parution de Genera plantarum secundum ordines naturales disposita de Stephan Endlicher (l'édition durera jusqu'en 1850).
- 1838 : Première flore de la Sicile par Filippo Parlatore.
- 1843 : Adolphe Brongniart fait connaître son système de classification du règne végétal dans Énumération des plantes cultivées au Muséum d'Histoire naturelle de Paris suivant l'ordre établi dans l'école de botanique en 1843.
- 1851 : Wilhelm Hofmeister fait paraître une monographie sur l’alternance des générations chez les végétaux, montrant l'existence de deux périodes, l'une sexuée (gamétophyte) et l'autre asexuée (sporophyte), au cours du cycle de vie.
- 1862 : Charles Naudin est primé par l'Académie des sciences pour son Mémoire sur les hybrides du règne végétal.
- 1866 : Gregor Mendel publie, sous l'autorité de la Société des sciences naturelles de Brünn, son article Versuche über Pflanzenhybriden (« Recherches sur des hybrides végétaux ») où il énonce des lois de l'hybridation et de transmission des caractères héréditaires qu'il a établies en observant le résultat de croisements entre diverses variétés de Pois.
- 1872 : August Grisebach est l'auteur de Die Vegetation der Erde.
- 1879 : Adolf Engler publie Versuch einer Entwicklungsgeschichte der Pfanzenwelt insbesondere der Florengebiete, seit der Tertiäperiode en deux volumes (1879 et 1882).
- 1883 : Achèvement de la parution de Flora Danica, après 123 années d'édition.
- 1884 : Oscar Drude est l'auteur de Die Florenreiche der Erde.
- 1895 : Eugen Warming est l’auteur de Plantesamfund, Grundtràk afden Ôkologiske Plantegeograji.
- 1898 : Andreas Schimper est l’auteur de Pflanzengeographie.

## XXesiècle
- 1908 : Ludwig Diels publie Pflanzengeographie.
- 1922 : Le terme « géobotanique » est créé par E. Rübel (1876-1960) dans son ouvrage Geobotanische Untersuchungsmethoden.
- 1947 : Ronald Good fait paraître la première édition de son ouvrage The Geography of the Flowering Plants.
- 1950 : G.L. Stebbins fait paraître Variation and Evolution in Plants.
- 1961 : Armen Takhtajan publie en russe un ouvrage qui sera diffusé internationalement à partir de sa traduction anglaise Flowering Plants : Origin and Dispersal en 1969.

## Botanique duXXIesiècleet du futur

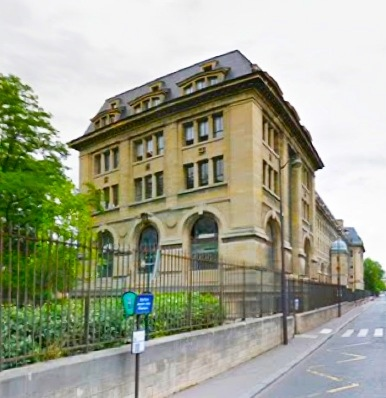
Galerie de Botanique du Muséum national d'histoire naturelle de France (MNHN).

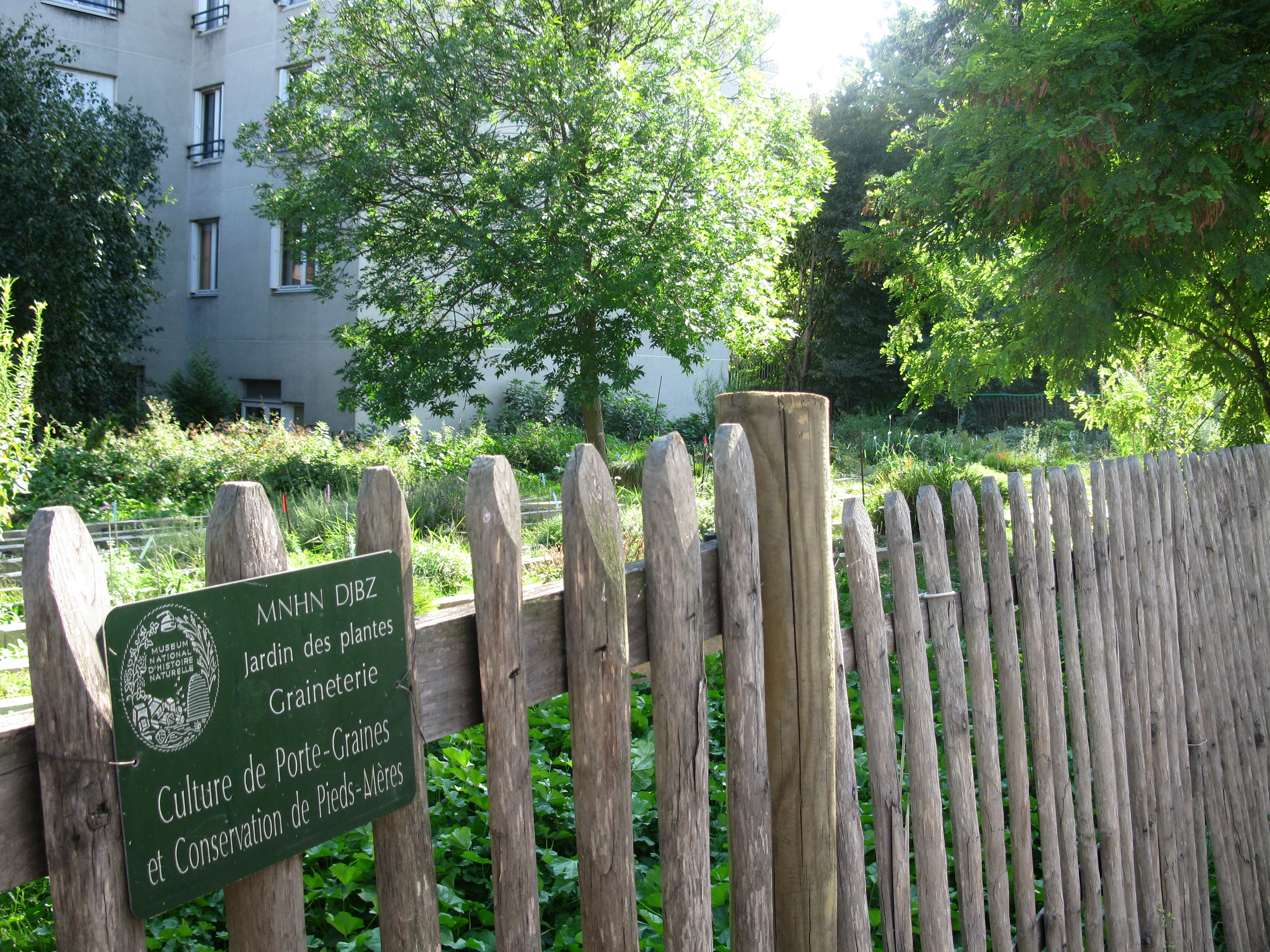
Semis du patrimoine botanique vivant du MNHN.

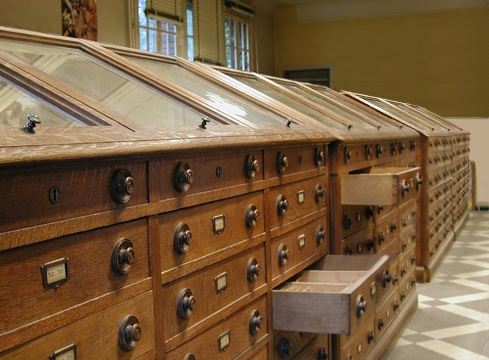
« Carpothèque » du MNHN français.

De nouvelles stratégies de travail et de formation sont permises par l'interaction entre de nouveaux outils tels que :
- SIG et outils de cartographie automatique (à partir d'imagerie satellitaire, aérienne, au sol, etc. ;
- outils d'analyse taxinomique ;
- outils d'analyse biochimiques et génétiques (Puces à ADN, etc.) ;
- moteurs de recherche, d'indexation, de navigation de plus en plus « intelligents » ;
- logiciels d'aide au travail collaboratif (wikis notamment) ;
- licences libres ou collaboratives de type creative commons...

Le croisement entre ces outils grâce à des procédures et logiciels dits d'interopérabilité, ouvre un large et nouveau champ à une botanique parfois dite « botanique numérique » alors que les botanistes universitaires ont été au XXe siècle de moins en moins nombreux à être formés, mais de plus en plus sollicités pour répondre aux enjeux, urgences et incertitudes liés à la fonte accélérée de la biodiversité et aux dérèglements climatiques.
Les technologies de communication sans fil (dont la téléphonie portable), associées au GPS et à d'autres matériels informatiques fixes et "nomades" devraient en effet rapidement permettre l'identification botanique assistée par ordinateur, y compris sur le terrain, grâce notamment à des logiciels experts améliorant des moteurs de recherche par « identification visuelle ». Inversement, les identifications de terrains devraient pouvoir enrichir les bases de données générales.
Des expériences comme Tela Botanica ont déjà montré l'intérêt d'associer des réseaux d'amateurs et des communautés de spécialistes, ainsi que d'améliorer l'accès aux données. Il existe en France un projet de plateforme botanique collaborative « Pl@ntNet » . 
La botanique "numérique" pourrait ainsi contribuer à :
- mieux lutter (là où il faut et quand il faut, voire de manière automatique et robotisée) contre les adventices des cultures.
- améliorer la Bioévaluation (évaluation de la patrimonialité écologique en particulier, importante pour les études d'impacts et délivrances de dérogation en échange d'une compensation forte et efficace). ;
- améliorer le suivi de l'état sanitaire et physiologique des espèces et de leurs populations. Quelques outils de détection automatique existent déjà (par exemple pour pulvériser des pesticides uniquement vers les plantes indésirables pour l'agriculteur ou pour cueillir des fruits dans les branches). Peut-être un jour des robots arracheront-ils les mauvaises herbes, sans user de produits chimiques.
- suivre les espèces introduites et/ou invasives :
- suivre la chorologie (répartition des populations végétales), et les impacts des changements climatiques ;
- détecter la toxicité de plantes ;
- et plus généralement contribuer à un monitoring plus proche du "temps réel" de la biodiversité ;
- amélioration de la modélisation appliquée au règne végétal. Les simulations d'évolution d'un paysage sont une des applications possibles (La simulation de l'architecture des végétaux a pu évoluer vers la prédiction de l'évolution des peuplements).
- meilleur accès aux données via des portails internet plus conviviaux et ergonomiques pour les non-spécialistes, comme pour les experts.

De nouvelles clés d'identification dichotomiques, graphiques, visuelles, et textuelles simplifiées de détermination, gestion des bases de données numériques ou numérisées de photos de flores, de banques de graines flores anciennes numérisées et corrigées et mises à jour, ainsi que des logiciels simulant l'évolution de la flore selon les conditions du milieu, ou permettant d'évaluer la bioconcentration ou la circulation de certains polluants dans la chaîne alimentaire, etc. sont quelques exemples de ce que devrait permettre la botanique dans un futur proche. 
Les ordinateurs et banques de données mises en réseau ainsi qu'un travail plus collaboratif devraient doper la recherche, mais aussi permettre l'accès de la botanique à un plus grand nombre d'amateurs et au grand public. Une des conditions pour ceci est d'améliorer l'interopérabilité des bases de données et logiciels (objectif qui est en France coordonné par le réseau SINP qui peut s'appuyer sur de nouvelles bases de données nomenclaturales, et des projets en cours de développement tels que baseflor, baseveg, CATMINAT, ainsi que les bases de données phytosociologiques de Tela Botanica. 
Ces améliorations devraient aussi avoir des répercussions dans le droit de l'environnement où il faudra de plus en plus mettre à jour les listes d'espèces protégées et menacées, la botanique évoluant, ce qui implique de devoir référencer différemment des espèces renommées ou sous-divisées ou regroupées en nouveaux taxons. La botanique numérique devrait aussi améliorer la formation des scientifiques, le travail des bureaux d'étude et la lutte contre le trafic illégal de bois ou d'espèces végétales menacées ou protégées (par les douanes et la gendarmerie par exemple, dans le cadre de la CITES). Des outils « multi-entrée », s'appuyant par exemple sur des « typologies par portraits-robot » et un choix filtré par les potentialités du site concerné et référencé.